# Дроздов, Никита Юрьевич
Никита Юрьевич Дроздов (род. 21 апреля 1992, Москва) — российский футболист, полузащитник.

## Биография
Воспитанник московского «Локомотива». После занятий в футбольной школе мать Дроздова решила, что ему не стоит продолжать карьеру в футболе, и родители приняли решение отдать его в Тверское суворовское военное училище, где он заканчивал старшие классы. Во время учёбы выступал за команду училища по мини-футболу. Вернуться в большой футбол удалось благодаря товарищескому матчу команды училища с выпускниками школы тверской «Волги» (7:1), в котором Дроздов стал автором всех семи голов. После матча тренер «Волги» Дмитрий Гулин предложил подписать Дроздову контракт. После окончания контракта, перешёл в клуб чемпионата Белоруссии «Торпедо-БелАЗ», однако за «Торпедо» выступал в основном в турнире молодёжных команд и провёл лишь один матч в высшей лиге. Летом 2012 года покинул команду из-за недостатка игровой практики и подписал контракт с клубом «Сахалин», который незадолго до этого возглавил его отец. В дальнейшем выступал также за «Амур-2010» и «Спартак-Нальчик». 23 июня 2017 года перешёл в ярославский «Шинник», подписав контракт на два года. В 2018 году выступал в аренде за клуб «Чайка». В 2020 году перешёл в «Факел».
15 февраля 2021 года появилась информация, что Дроздов прибыл в расположение клуба Премьер-лиги «Тамбов». 20 февраля пресс-служба «Факела» сообщила, что контракт с Дроздовым расторгнут по обоюдному согласию сторон, а уже на следующий день игрок дебютировал в составе «Тамбова», появившись в стартовом составе на матч Кубка России против «Локомотива».

## Семья
Отец — бывший игрок сборной России Юрий Дроздов. Младший брат Илья (р. 2000) также футболист.
В ноябре 2016 года у Никиты и его жены Юлии родилась дочь Ева.